# Therfield
Therfield – wieś w Anglii, w hrabstwie Hertfordshire, w dystrykcie North Hertfordshire. Leży 25 km na północ od miasta Hertford i 57 km na północ od centrum Londynu. Miejscowość liczy 539 mieszkańców.